# Folkekommissærernes råd
Folkekommissærernes råd (russisk: Совет народных комиссаров; tr. Sovet narodnykh komissarov) også kendt under forkortelsen Sovnarkom (russisk: Совнарком) var navnet på den sovjetiske regering fra oprettelsen den 25. oktober (7. november efter den gregorianske kaldener) 1917 til 1946, hvor den sovjetiske regering skiftede navn til ministerrådet. Rådet fungerede som regering for den russiske føderative sovjetrepublik RSFSR indtil 1922, hvor  Sovjetunionen blev oprettede som en føderativ stat. 
Navnet blev udtænkt af Lev Trotskij i et forsøg på at undgå de mere borgerlige termer, benyttet af bourgeoisiet, som minster og kabinet. Et ministerium kom derfor til at hedde et folkekommissariat.

## Liste over medlemmer af det første råd
- Formand: Lenin
- Folkekommissær for indre anliggender: Rykov
- Folkekommissær for landbrug: Milutin
- Folkekommissær for arbejde: Sjljapnikov
- Folkekommissær for handel og industri: Nogin
- Folkekommissær for uddannelse: Lunatjarskij
- Folkekommissær for finanser: Stepanov
- Folkekommissær for udenrigsaniggender: Trotskij
- Folkekommissær for retlige forhold: Lomov
- Folkekommissær for fødevarer: Teodorevitj
- Folkekommissær for post og telegrafi: Glebov
- Folkekommissær for nationale anliggender: Stalin